# Székely István (teológus)
Székely István, születési nevén Sztarill István (Nagyvárad, 1861. február 26. – Budapest, Kőbánya, 1927. február 27.) római katolikus pap, teológus, egyházi író, egyetemi tanár, a Magyar Tudományos Akadémia levelező tagja (1921).

## Életútja
Sztraill István és Papp Julianna fia. Középiskoláit szülővárosában végezte. Teológiai tanulmányait ugyanott kezdte és Bécsben folytatta és mint a bécsi Augustineum tagját 1886-ban teológiai doktorrá avatták. 1884. március 9-én pappá szentelték. Sztarill családi nevét 1886-ban változtatta Székelyre.
1885-86-ban a nagyváradi egyházmegyei hivatalnál működött, ahol 1886-ban a püspöki líceum tanára lett és négy évig az erkölcstant és lelkipásztorkodástant tanította; egyúttal a nagyváradi papnevelőben tanulmányi felügyelő és 1891-től ugyanott, a szentírástan és bölcselet tanára, jogakadémiai hitszónok és az államvizsgálati bizottság kültagja volt. 1895-től prelátus-kanonokként működött, 1898. június 29-én a budapesti egyetemre az újszövetségi szentírástan rendes tanárává nevezték ki, ahol két évig dékáni 1908-1909-ben pedig rektori hivatalt viselt. 
A Szent István Társulat tudományos és irodalmi osztályának tagja volt. 1902-ben pápai titkos kamarás lett. 1903-tól az Aquinói Szent Tamás Társaság elnöke és nagyváradi szentszéki ülnök volt. 1915-ben a Szent István Akadémia I. szakosztályának tagja, később másodelnöke lett. Teljes vagyonát árva gyermekek segélyezésére hagyományozta. Halálát tüdőgyulladás okozta.
Irodalmi működését a Magyar Sionban kezdte meg; a Katholikus Szemlében (1888-90. több cikk), a Bölcseleti Folyóiratban (1888. Bölcselet és természettudomány, 1889. Bölcselet és theologia, A bölcselet hatása az életre, 1890. A háromféle lélektan, 1893. Az Isten léte melletti érvekről, Az ember rendeltetése; 1897. Az állati lélek mivolta); a Hittudományi Folyóiratban (1897., 1899., 1904., 1905., 1907); a Religióban (1906-1907).

## Munkái
- Az emberi nem kora és a szentírás. Esztergom. 1877. (Különnyomat a Magyar Sionból).
- Az emberi nem régisége, történelmi és őstörténelmi szempontból. Budapest, 1889. (Különnyomat a Katholikus Szemléből).
- A szentírás apologiája. Nagyvárad, 1891. (Ism. Kath. Szemle 1892).
- Dr. Karsch Szentírási apologiájának második része. Nagyvárad, 1892.
- Monismus és dualizmus a philosophiában. Budapest, 1893. (Felolvasások a Szent-István-Társulat tud. és irod. osztályüléseiből 10).
- Erő és anyag. Budapest, 1894. (Különny. a Bölcseleti Folyóiratból. A budapesti egyetem hittudom. kara által a Horváth-féle díjjal kitüntetett munka).
- Ösztön és ész. Az állat és ember összehasonlító psychologiája. Nagyvárad, 1897. Két kötet. (Ism. Magyar Állam 210. sz.).
- Jézus és Mária ifjúsága. Budapest, 1897. (Különnyomat a Hittud. Folyóiratból).
- Svájczi séták. Budapest, 1898.
- Hermeneutica biblica generalis. Freiburg im Breisgau, 1902.
- A Sibyllakönyvek. Budapest, 1907. (Különnyomat a Hittudom. Folyóiratból).
- Bibliotheca apocrypha. Introductio Historico-critica in Libros Apocryphos Utriusque Testamenti Cum Explicatione Argumenti Et Doctrinae. Két kötet. Budapest, 1913.
- A hegyi beszéd magyarázata. Budapest, 1913.
- A kisázsiai János és művei. Budapest, 1916.
- Krisztus születésének éve és a keresztény időszámítás. Budapest, 1922.
- Az apokalyptika a világirodalomban. Budapest, 1923.

Sajtó alá rendezte Pázmány Péter munkáinak egyetemes kiadásában a Rövid felelet című munkát.